# چیوتو ناکانو
چیوتو ناکانو (ژاپنی: 中野 千代人؛ زادهٔ ۷ فوریهٔ ۱۹۱۳ - درگذشته نامشخص) بوکسور اهل ژاپن است.